# Винеторі (комуна, Муреш)
Винеторі (рум. Vânători) — комуна у повіті Муреш в Румунії. До складу комуни входять такі села (дані про населення за 2002 рік):
- Аркіта (792 особи)
- Винеторі (1718 осіб) — адміністративний центр комуни
- Мурень (379 осіб)
- Феляг (222 особи)
- Шоард (649 осіб)

Комуна розташована на відстані 220 км на північний захід від Бухареста, 44 км на південний схід від Тиргу-Муреша, 118 км на південний схід від Клуж-Напоки, 83 км на північний захід від Брашова.

## Населення
За даними перепису населення 2002 року у комуні проживали 3760 осіб.
Національний склад населення комуни:
| Національність | Кількість осіб | Відсоток |
| -------------- | -------------- | -------- |
| румуни         | 1755           | 46,7%    |
| цигани         | 1011           | 26,9%    |
| угорці         | 980            | 26,1%    |
| німці          | 9              | 0,2%     |
| українці       | 2              | 0,1%     |

Рідною мовою назвали:
| Мова       | Кількість осіб | Відсоток |
| ---------- | -------------- | -------- |
| румунська  | 2735           | 72,7%    |
| угорська   | 939            | 25,0%    |
| циганська  | 74             | 2,0%     |
| німецька   | 7              | 0,2%     |
| українська | 2              | 0,1%     |

Склад населення комуни за віросповіданням:
| Релігія                                       | Кількість осіб | Відсоток |
| --------------------------------------------- | -------------- | -------- |
| православні                                   | 2735           | 72,7%    |
| реформати                                     | 800            | 21,3%    |
| римо-католики                                 | 70             | 1,9%     |
| унітарії                                      | 55             | 1,5%     |
| п'ятдесятники                                 | 39             | 1,0%     |
| бретрени                                      | 16             | 0,4%     |
| греко-католики                                | 15             | 0,4%     |
| старообрядці                                  | 15             | 0,4%     |
| лютерани (Синодально-пресвітеріанська церква) | 10             | 0,3%     |
| адвентисти                                    | 3              | 0,1%     |

## Зовнішні посилання
- Дані про комуну Винеторі на сайті Ghidul Primăriilor [Архівовано 13 червня 2013 у Wayback Machine.]